# Deliacris tuberculata
Deliacris tuberculata är en insektsart som beskrevs av Willy Adolf Theodor Ramme 1941. Deliacris tuberculata ingår i släktet Deliacris och familjen gräshoppor. Inga underarter finns listade i Catalogue of Life.